# Центар за стручно усавршавање у образовању у Лесковцу
| Центар за стручно усавршавање у образовању у Лесковцу |                                                       |
|                                                       |                                                       |
|                                                       |                                                       |
| Врста:                                                | Државна установа                                      |
| Основан:                                              | 2009.                                                 |
| Седиште:                                              | Лесковац, Лесковачког одреда 6 · Србија               |
| В.Д. Директора:                                       | Анђела Костић Минић                                   |
| Број запослених:                                      | 13                                                    |
| Веб презентација                                      | Центар за стручно усавршавање у образовању у Лесковцу |

Центар за стручно усавршавање у образовању у Лесковцу је значајна институција у области образовања Јабланичког и Пчињског округа.
Основан је са циљем обављања развојних, саветодавних, истраживачких и стручних послова у предшколском, основном и средњем образовању и васпитању ради обезбеђивања бољег квалитета образовног система.

## Оснивање
Захваљујући меморандуму о разумевању, потписаном 24. јула 2003. између влада Швајцарске Агенције за развој и сарадњу (СДЦ) и Републике Србије - Министарства просвете кроз пројекат Стручног усавршавања образовног кадра (Professional Development Project - PDP)основано је дванаест центара, од којих је један Центар за стручно усавршавање у образовању у Лесковцу.
Центар за стручно усавршавање у образовању у Лесковцу основан је на основу Одлуке о оснивању Регионалног центра за професионални развој запослених у образовању Скупштине града Лесковца 2009. године, а званично је кренуо са радом 11. новембра 2010. године са циљем децентрализације образовног система.
Центар за стручно усавршавање у образовању у Лесковцу део је Мреже регионалних центара и центара за стручно усавршавање Србије. Осим Центра у Лесковцу постоји још једанаест центара у следећим градовима: Ниш, Књажевац, Крушевац, Крагујевац, Нови Пазар, Ужице, Чачак, Шабац, Смедерево, Кикинда и Кањижа.

## Циљеви и задаци
Основни циљ Центра за стручно усавршавање у образовању јесте доступност сталног стручног усавршавања запосленима у образовању на територији јужне Србије.
Задаци које обавља Центар за стручно усавршавање у образовању су:
- снимање потреба запослених у образовању за стручним усавршавањем,
- анализа потреба за стручним усавршавањем на терену,
- планирање обука и других видова стручног усавршавања,
- организација семинара и других облика стручног усавршавања,
- креирање нових програма стручног усавршавања,
- праћење примене различитих облика стручног усавршавања,
- праћење и унапређивање квалитета рада запослених у Центру,
- анализа понуда програма стручног усавршавања,
- формирање и одржавање базе података,
- промоција рада Центра и професионалног развоја запослених у образовању,
- сарадња са локалном заједницом,
- сарадња са Заводом за унапређивање образовања и васпитања, Заводом за вредновање квалитета образовања и васпитања,
- сарадња са осталим Регионалним центрима и Центрима за стручно усавршавање,
- сарадња са Министарством просвете, науке и технолошког развоја,
- сарадња са образовно васпитним установама,
- сарадња са Центром за промоцију науке,
- учешће у домаћим и међународним пројектима у области образовања.

## Сектори
Послови и радни задаци у Центру систематизовани су кроз пет сектора и то:
- професионални развој,
- пројекти и људски ресурси,
- ИКТ и ресурси,
- администрација,
- служба одржавања Центра.

Поред ових организационих јединица у Центру за стручно усавршавање у Лесковцу од априла 2016. године функционише и Научни клуб, који је успостављен на основу Меморандума о сарадњи града Лесковца и Центра за промоцију науке.

## Ресурси
Центар за стручно усавршавање у образовању од 11.11.2010. године ради у објекту на адреси Лесковачког одреда број 6. 
Центар за стручно усавршавање у образовању поседује:
- 1 конференцијску салу до 120 места, комплетно технички опремљену (лаптоп, пројектор, презентер, платно, микрофони, озвучење, бела табла, флип-чарт табла, Smart-board табла)
- 2 савремено технички опремљене учионице до 50 места погодне за групни, конференцијски и рад у пару,
- рачунарску учионицу са 14 умрежених рачунара и комплетном техничком опремом за предавања,
- Научни клуб Лесковац,
- Мејкерс спејс,
- Ресурс центар - библиотеку снабдевену стручном литературом и наставним средствима са 1.623 наслова из разних области,
- кафетерију,
- комплетно опремљен двокреветни апартман са кабловском ТВ и wireless конекцијом – за смештај предавача,
- канцеларије запослених,
- остале помоћне просторије,
- пространо и уређено двориште са летњом учионицом погодно за различите активности на отвореном.

- Конференцијска сала
- Конференцијска сала
- Мала сала 1
- Мала сала 2
- Мала сала
- Ресурсни центар
- Апартман
- Научни клуб Лесковац
- Мејкерс спејс Лесковац